# Orvasca irrorata
Orvasca irrorata is een donsvlinder uit de familie van de spinneruilen (Erebidae). De wetenschappelijke naam van de soort is, als Euproctis irrorata, voor het eerst geldig gepubliceerd in 1859 door Frederic Moore.